# Morten Jensen Støttrup
Morten Jensen Støttrup (1705–1. september 1784 i Hamborg) var en dansk sekterer.
Faderen, Jens Olesen, var bødker og boede i Støttrup i Farsø Sogn, Gislum Herred. Morten og hans yngre bror Niels Jensen Støttrup (født 1708) gik i Aalborg Latinskole, hvorfra de 1728 blev studenter, de nederste, men ikke de ringeste af dem, der deponerede. De tog examen philosophicum 1731, men blev snart stærkt påvirkede af herrnhutisk separatisme. I 1734 drog Morten Jensen Støttrup hjem og besøgte da broderen Anders Jensen Støttrup, der var guldsmeddesvend i Viborg. Da han her fastholdt sine særmeninger, vistes han bort fra byen, men vendt tilbage til fædrenehjemmet blev han af den verdslige øvrighed sendt til arresten i Viborg, hvor han endelig 1735 offentlig afbad sine "vildfarelser".
Efter et nyt ophold i København vendte han samme år tilbage til forældrene, denne gang ledsaget af broderen Niels. Da de søgte at påvirke forældrene, indstævnedes de for en provsteret, men forinden dommen, der lød på landsforvisning, faldt, brød alle 3 brødre op med forældrene 1736 og vilde til København, men de arresteredes i Nyborg, hvor de holdt møder, og sendtes til Viborg, hvor de holdtes i fængsel. Der fra sendtes Morten og Niels til København, hvor de sattes i Citadellet og en tid måtte arbejde i smedjen, hvorfra de dog fritogs på provst Hviids forbøn.
Anders kom mellem "de ærlige Slaver" i Fredericia, men overførtes endnu samme år til København. Der drevs lange forhandlinger med brødrene, uden at disse vilde afstaa fra deres påstande om den bestående kirkes ugudelighed. Kirkekollegiet talte som sædvanligt om det utilbørlige i at bruge udvortes straffe mod vildfarende, men endte med, at så længe de optrådte mod vor kirkes skikke og lære, kunde de ikke med sikkerhed løslades. Endelig (1738) forvistes Mprten og Niels fra landet og kort efter også Anders. En fjerde broder, Laurids Jensen Støttrup, remmesnidersvend, der havde været indviklet i den første sag mod Morten Jensen Støttrup, blev ligeledes forvist 1745.